# Ивановский меланжевый комбинат
Ивановский меланжевый комбинат им. К. И. Фролова — крупное текстильное предприятие лёгкой промышленности в городе Иваново. Расположен по адресу ул. 15-й Проезд, д. 4В. В 1930 году комбинату присвоено имя одного из организаторов текстильной промышленности К. И. Фролова.

## История
Строительство комбината началось 1 мая 1928 года. Проектированием и реализацией комбината занималась строительная контора Иваново-Вознесенского государственного текстильного треста под руководством архитектора Николая Владимировича Рудницкого. 7 ноября 1929 года он вступил в строй. Включал прядильное, ткацкое, отделочное производства, тростильно-крутильный, хлопкокрасильный, пряжекрасильный цехи, отдел главного механика и литейно-механический завод. Выпускал разнообразные ворсовые, костюмные, мебельно-декоративные и бязевые ткани, для спецодежды, плащевые, технические и специальные ткани с рисунками, создаваемыми различными переплетениями нитей цветной пряжи из хлопка и вискозно-лавсановой смеси волокон, ватин.
С 1958 года модернизировано или заменено новым всё технологическое оборудование.
1 декабря 1992 года зарегистрирован как АООТ «Ивановский меланжевый комбинат». В 2001 году преобразован в ЗАО «Меланж».
Здание является объектом культурного наследия регионального значения.

## Награды
- В начале 1941 года присвоено звание «Стахановского».
- В годы Великой Отечественной войны коллективу было вручено Знамя Государственного комитета обороны.
- В 1966 году комбинат награждён орденом Ленина.
- На XXII Федеральной оптовой ярмарке товаров и оборудования текстильной и лёгкой промышленности «Текстильпром» ЗАО «Меланж» присвоено звание «Лучшее предприятие года»[2].

## Знаменитые работники
- Бойцова (Анфиногенова), Вера — награждена орденом Ленина.
- Анастасия Фёдоровна Ерофеева — Герой Социалистического Труда. Делегат 25 съезда КПСС.
- Раида Фёдоровна Соколова — Герой Социалистического Труда (1981), прядильщица.
- Валентина Витальевна Сараева (род. 1946 г.) — полный кавалер орденов Трудовой Славы (1976, 1981, 1986).[4][5]

Пятеро работников комбината были удостоены звания Героя Советского Союза на фронтах Великой Отечественной войны:
- Швецов, Иван Иванович
- Бабанов, Иван Дмитриевич
- Дубровин, Михаил Яковлевич
- Столяров, Александр Никанорович
- Сахаров, Павел Иванович
- Шлапаков, Иван Романович,  представлялся к званию Героя Советского Союза, но награждён орденом Ленина.